# 制服少女
《制服少女》（日语：／ Seifuku no Shōjo）是一幅由在台日本人柏尾鞠子于1932年创作的西洋畫作品，曾入選第六届臺灣美術展覽會。原作的原件已不可考，其彩色圖版收錄於1938年的《柏尾鞠子遺作集》中。

## 描绘内容
《制服少女》描绘一位头戴红色贝雷帽的少女，身穿关西领的蓝白配色三本线水手服，但没有遮胸布；下身穿深蓝色百褶裙，腰间系针扣皮带。胸前系着黄色领巾，双手放在身前，表情若有所思。背景为灰色墙角，与人物服饰色调形成冷暖对比。
画中的少女可能是一名学生作为模特儿，但《柏尾鞠子遗作集》中也收录了一幅身穿水手服的自画像，因此亦可能是作者本人。